# Kottakkal
Kottakkal es una ciudad censal situada en el distrito de Malappuram en el estado de Kerala (India). Su población es de 44382 habitantes (2011). Se encuentra a 10 km de Malappuram y a 41 km de Kozhikode

## Demografía
Según el censo de 2011 la población de Kottakkal era de 44382 habitantes, de los cuales 20911 eran hombres y 23471 eran mujeres. Kottakkal tiene una tasa media de alfabetización del 94,86%, superior a la media estatal del 94%. la alfabetización masculina es del 96,34%, y la alfabetización femenina del 93,59%.